# Robert B. Wilson
Robert Butler Wilson (ur. 16 maja 1937 w Genevie) – amerykański ekonomista, laureat Nagrody Banku Szwecji im. Alfreda Nobla za 2020 rok.

## Życiorys
W 1963 uzyskał doktorat na Uniwersytecie Harvarda. W październiku 2020 ogłoszono go laureatem Nagrody Banku Szwecji im. Alfreda Nobla w dziedzinie ekonomii, razem z Paulem Milgromem.